# Laura Fogli
Laura Fogli, po mężu Rossetti (ur. 5 października 1959 w Comacchio) – włoska lekkoatletka specjalizująca się w biegach długodystansowych, przede wszystkim w maratonie, dwukrotna uczestniczka letnich igrzysk olimpijskich (Los Angeles 1984, Seul 1988).

## Sukcesy sportowe
- dwukrotna mistrzyni Włoch w półmaratonie – 1980, 1982[1]

| Rok  | Miasto      | Zawody               | Konkurencja     | Wynik         |
| ---- | ----------- | -------------------- | --------------- | ------------- |
| 1982 | Ateny       | mistrzostwa Europy   | bieg maratoński | srebrny medal |
| 1982 | Rzym        | maraton rzymski      | bieg maratoński | 1. miejsce    |
| 1983 | Helsinki    | mistrzostwa świata   | bieg maratoński | 6. miejsce    |
| 1984 | Los Angeles | igrzyska olimpijskie | bieg maratoński | 9. miejsce    |
| 1986 | Stuttgart   | mistrzostwa Europy   | bieg maratoński | srebrny medal |
| 1986 | Pittsburgh  | maraton pittsburski  | bieg maratoński | 1. miejsce    |
| 1988 | Seul        | igrzyska olimpijskie | bieg maratoński | 6. miejsce    |
| 1990 | Wenecja     | maraton wenecki      | bieg maratoński | 1. miejsce    |
| 1994 | Turyn       | maraton turyński     | bieg maratoński | 1. miejsce    |

## Rekordy życiowe
- półmaraton – 1:12:43 – Koszyce 04/10/1997
- maraton – 2:27:49 – Seul 23/09/1988